# Корда, Крис
Крис Корда (англ. Chris Korda, 1962, Нью-Йорк) — основатель Церкви эвтаназии, музыкант и разработчик программного обеспечения (Mixere, Whorld и FFRend), антинаталист. Корда — трансвестит и, несмотря на то, что пропагандирует человеческий каннибализм, является вегетарианцем. Крис время от времени работает в качестве консультанта по 3D-принтерам у производителя Z Corporation.
В 1995 Крис Корда вместе с Лидией Эклес создал предвыборную кампанию «Унабомбера в президенты».

## Изобретения
Корда входил в число разработчиков программного обеспечения для первого в мире цветного 3D-принтера. ПО было запатентовано в 2004 году.
В 2005 году Корда создал Whorld — визуализатор с открытым исходным кодом, использующий математику для создания психоделических анимационных изображений.
В 2006 году им был выпущен FFRend, рендерер для FreeFrame-плагинов.
В 2008 году Корда разработал Fractice, фрактальный рендерер.
В 2014 году Кордой была создана бесплатная программа ChordEase, совместимая с MIDI-инструментами и облегчающая игру на сложных аккордах.

## Дискография

### Студийные альбомы
- 1999: Six Billion Humans Can’t Be Wrong (DJ Mix; Chris Korda & The Church Of Euthanasia; International Deejay Gigolos)
- 2003: The Man of the Future (International Deejay Gigolo Records)
- 2020: Polymeter (Musique Pour La Danse)

### Синглы и EP
- 1993: Save the Planet, Kill Yourself (Kevorkian Records)
- 1997: Save the Planet, Kill Yourself (Переиздание от International Deejay Gigolos)
- 1998: Sex is Good (International Deejay Gigolos)
- 2002: I Like to Watch (Null Records)
- 2002: When it Rains EP (International Deejay Gigolos)
- 2003: The Man of the Future (International Deejay Gigolos)